# Rimanella arcana
Rimanella arcana är en trollsländeart som först beskrevs av James George Needham 1933.  Rimanella arcana ingår i släktet Rimanella och familjen Amphipterygidae. IUCN kategoriserar arten globalt som livskraftig. Inga underarter finns listade i Catalogue of Life.